# Flagge Israels
Die Flagge Israels besteht aus einem zentral angeordneten blauen Davidstern zwischen zwei waagerechten blauen Streifen auf weißem Grund.
Die Flagge wurde von David Wolffsohn anlässlich des in Basel stattfindenden zionistischen Weltkongresses 1897 entworfen. Nach der Gründung Israels 1948 wurde sie zur Nationalflagge.

## Proportionen

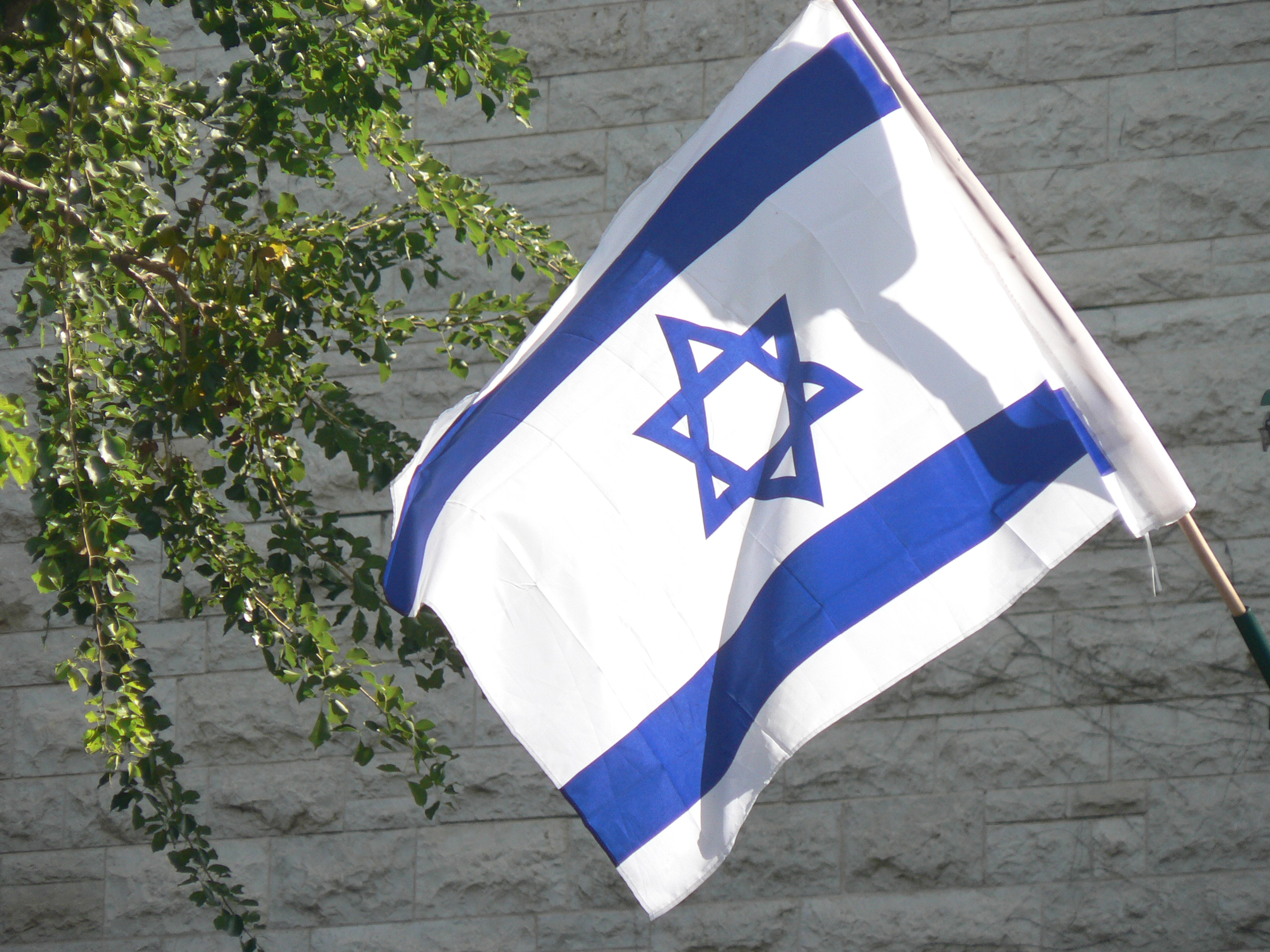
Flagge Israels am Weizmann-Institut

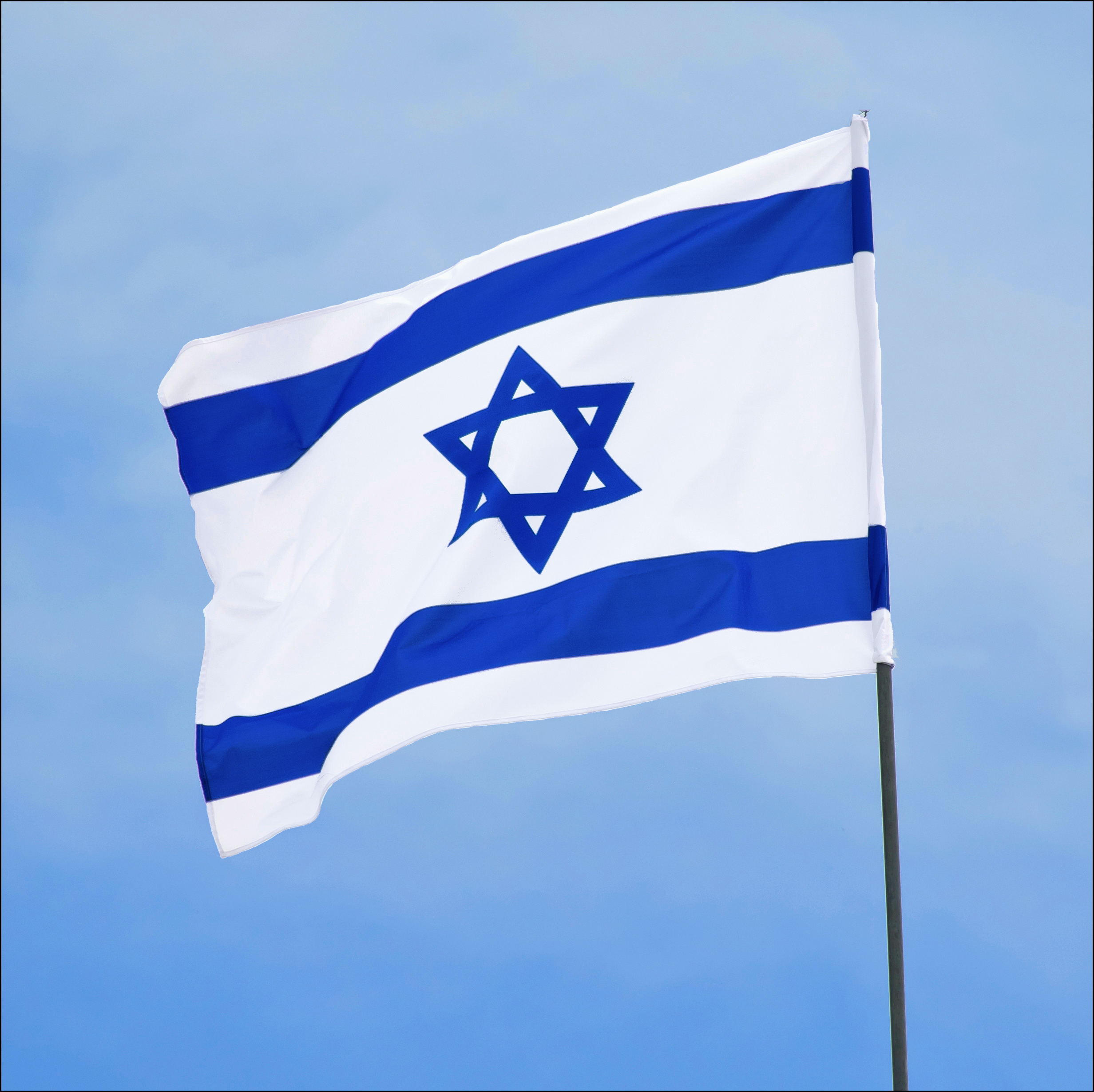
Flagge Israels

Das Höhenverhältnis der übereinander angeordneten Streifen beträgt 3:5:16:5:3, die Gesamthöhe der Flagge beträgt demnach 32 Höheneinheiten. Da die Flagge 44 Höheneinheiten lang ist, hat sie ein Seitenverhältnis von 32:44 = 8:11.

## Symbolik
Die Gestaltung der Flagge geht zurück auf den jüdischen Gebetsschal Tallit; Blau und Weiß sind die Farben jüdischer Ritualkleidung. Wolffsohn erläuterte 1897 den Entwurf:

“At the behest of our leader Herzl, I came to Basle to make preparations for the Zionist Congress. Among many other problems that occupied me then was one which contained something of the essence of the Jewish problem. What flag would we hang in the Congress Hall? Then an idea struck me. We have a flag — and it is blue and white. The talith (prayer shawl) with which we wrap ourselves when we pray: that is our symbol. Let us take this Talith from its bag and unroll it before the eyes of Israel and the eyes of all nations. So I ordered a blue and white flag with the Shield of David painted upon it. That is how the national flag, that flew over Congress Hall, came into being.”

„Auf Geheiß unsres Anführers Herzl kam ich nach Basel, um Vorbereitungen für den Zionistischen Kongress zu treffen. Unter den vielen Problemen, die mich damals beschäftigten, war eines, das in gewisser Weise das Wesen des jüdischen Problems in sich barg: Welche Flagge würde in der Kongresshalle hängen? Da durchfuhr mich eine Idee: Wir haben eine Flagge – und die ist blau und weiß. Der Tallit, den wir um uns wickeln, wenn wir beten: das ist unser Symbol. Lass uns diesen Tallit hervornehmen und vor den Augen Israels und aller Völker entrollen! Also bestellte ich eine blauweiße Flagge, auf die der Davidstern gezeichnet wäre. Und so entstand die Nationalflagge, die über der Kongresshalle wehte.“

## Fehldeutungen
Oft wird fälschlich angenommen, dass die beiden blauen Bänder zwei der vier Mauern des Zweiten Tempels oder die Ost-/Westbegrenzung des Staates Israels (Mittelmeer und Totes Meer/Jordan) symbolisieren. Die ebenfalls unzutreffende Behauptung, die blauen Bänder symbolisierten die Flüsse Nil und Euphrat, wird manchmal von arabischer Seite vertreten, um Israel ein Großmachtsstreben nachzusagen (vgl. Ex 23,31 : „Und ich will deine Grenze festsetzen von dem Schilfmeer bis an das Philistermeer und von der Wüste bis an den Euphratstrom. Denn ich will dir in deine Hand geben die Bewohner des Landes, dass du sie ausstoßen sollst vor dir her“).

## Geschichte
Bis zum Ersten Weltkrieg gehörte die Region Palästina zum Osmanischen Reich. Nach der Besetzung Palästinas durch britische Truppen im Jahr 1917 wurde der Union Jack die offizielle Flagge des Völkerbundsmandatsgebiets Palästina (1922–1948), da Großbritannien die Mandatsmacht war. Ab 1926 gab es außerdem einen Blue Ensign mit einer weißen Scheibe, worin Palestine customs stand. Dieser wurde von den Zollbehörden verwendet. Ab 1927 gab es zusätzlich noch einen Red Ensign für Schiffe, welche im Mandatsgebiet registriert waren. Wie der Blue Ensign führte auch dieser eine weiße Scheibe, in welcher allerdings nur Palestine stand. 1929 wurde das Wort customs aus dem Blue Ensign entfernt. Diese Flaggen blieben bis zum Ende des Völkerbundmandats 1948 in Gebrauch.
Mit der Gründung Israels am 14. Mai 1948 wählte dessen Regierung die Flagge vom Zionistenkongress 1897. Da parallel zur israelischen Unabhängigkeitserklärung jedoch der Palästinakrieg stattfand, waren aufgrund der daraus resultierenden Wirren mehrere Variationen in Gebrauch. Die „Tintenflagge“, die durch ein ikonisches Foto bekannt wurde, war eine der berühmtesten davon. Sie wurde zum Ende des Palästinakrieges 1949 in Eilat gehisst.

Flagge des Osmanischen Reiches (1844–1923), in Palästina bis 1917
Flagge des Völkerbundsmandatsgebiet Palästina (1927–1948)
Grafische Darstellung der Tintenflagge (1948–1949)

## Flaggen israelischer Städte

Flagge von Abu Ghosh
Flagge von Aschdod
Flagge von Aschkelon
Flagge von Bat Jam
Flagge von Bnei Berak
Flagge von Cholon
Flagge von Cholon (Variante)
Flagge von Giv’atajim
Flagge von Haifa
Flagge von Herzlia
Flagge Jerusalems
Flagge von Karmi’el
Flagge von Netanja
Flagge von Or Jehuda
Flagge von Ramat Gan
Flagge von Ramat haScharon
Flagge von Rischon LeZion
Flagge von Tel Aviv-Jaffa

## Flaggen der Zahal
Die Israelischen Verteidigungsstreitkräfte (Zahal) verwenden folgende Flaggen. Die Seekriegsflagge Israels hat eine im Gegensatz zur Nationalflagge dunkelblaue Grundfarbe. Sie verwendet den Davidstern in einem weißen Dreieck. Die Flagge der Luftwaffe ist hellblau mit dunkelblauen und weißen Streifen und ausgefülltem dunkelblauen Magen David.

2:3  Flagge des israelischen Verteidigungsministers
2:3  Flagge des israelischen Verteidigungsministers auf See
Flagge der Israelischen Verteidigungsstreitkräfte
2:3  Seekriegsflagge
2:3 Flagge der Israelischen Marine
2:3 Flagge der Luftstreitkräfte
Kokarde auf Flugzeugen der Luftstreitkräfte

## Weitere Flaggen

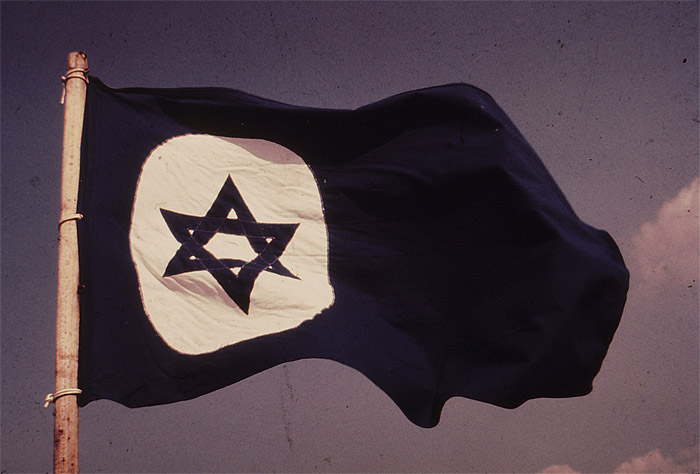
Handelsflagge

Die Handelsflagge hat wie die Seekriegsflagge Israels eine im Gegensatz zur Nationalflagge dunkelblaue Grundfarbe. Sie verwendet den Davidstern in einem weißen Oval. Die Präsidentenstandarte verwendete hingegen das Wappen Israels in quadratischer Form mit einem weißen (Land) bzw. gelben Rand (See).

2:3  Handelsflagge
2:3  Standarte des Staatspräsidenten
2:3  Standarte des Staatspräsidenten auf See
2:3  Flagge des israelischen Premierministers
2:3  Flagge des israelischen Premierministers auf See

## Theodor Herzls Flaggenvorschlag

Theodor Herzls Flaggenvorschlag

Theodor Herzl, der Begründer des politischen Zionismus, schlug in seinem Buch Der Judenstaat 1896 eine weiße Fahne vor mit sechs goldenen Sternen, die einen Davidstern bilden. Ein siebter Stern steht darüber.
Wir haben keine Fahne. Wir brauchen eine. Wenn man viele Menschen führen will, muss man ein Symbol über ihre Häupter erheben. Ich denke mir eine weiße Fahne mit sieben großen Sternen. Das weiße Feld bedeutet das neue, reine Leben; die Sterne sind die sieben goldenen Stunden unseres Arbeitstages. Denn im Zeichen der Arbeit gehen die Juden in das neue Land.
Diese Fahne nahm sich die israelische Container-Firma ZIM als Vorbild für ihre Flagge.